# Kenshiro Ito
Pour les articles homonymes, voir Ito.
Kenshiro Ito est un sauteur à ski japonais, né le 8 janvier 1990.

## Palmarès

### Championnats du monde de ski nordique
| Épreuve / Édition | Sapporo 2007 |
| Petit Tremplin    | 37e          |

### Championnats du monde junior de saut à ski
| Épreuve / Édition | Stryn 2004 | Rovaniemi 2005 | Kranj 2006 | Tarvisio 2007 | Zakopane 2008 | Strbske Pleso 2009 | Hinterzarten 2010 |
| Individuel        | 43e        | 18e            | 6e         | 12e           | 12e           | 20e                | 17e               |
| Par Equipes       |            | 8e             | Bronze     | Argent        | 5e            | 6e                 | 6e                |

### Coupe du monde
- Meilleur classement final: 82e en 2007.
- Meilleur résultat: 26e.